# Кіліан Ваймер
Кіліан Отто Ваймер (нім. Kilian Otto Weimer; 12 травня 1904, Вертгайм — 21 вересня 1979, Трункельсберг) — німецький офіцер, оберст вермахту (1 липня 1944). Кавалер Лицарського хреста Залізного хреста з дубовим листям.

## Біографія
В 1924 році вступив у поліцію. 1 жовтня 1936 року переведений у вермахт, командир 1-ї роти 109-го піхотного полку. З 1939 року — викладач тактики саперного училища Дессау-Росслау. З 1 вересня 1940 року — командир 1-го батальйону 109-го піхотного полку 35-ї піхотної дивізії. Учасник Німецько-радянської війни, відзначився у боях під Смоленськом. На початку 1942 року важко поранений у боях під Гжатськом. З 1 березня 1942 року — викладач тактики піхотного училища Вінер-Нойштадта. З 1 квітня 1943 року — командир 560-го гренадерського полку. В травні 1943 року знову важко поранений. З 1 грудня 1943 року — командир 25-го єгерського полку 13-ї авіапольової дивізії. Відзначився у боях під Плескау. В березні 1945 року взятий в полон радянськими військами. В грудні 1949 року звільнений.

## Нагороди
- Медаль «За вислугу років у Вермахті» 4-го і 3-го класу (12 років)
- Медаль «За Атлантичний вал» (15 травня 1940)
- Залізний хрест
  - 2-го класу (25 червня 1941)
  - 1-го класу (20 липня 1941)
- Штурмовий піхотний знак в сріблі (21 серпня 1941)
- Лицарський хрест Залізного хреста з дубовим листям
  - лицарський хрест (31 серпня 1941)
  - дубове листя (№ 478; 14 травня 1944)
- Нагрудний знак «За поранення»
  - в чорному (31 грудня 1941)
  - в сріблі (21 червня 1943)
  - в золоті (17 березня 1945)
- Медаль «За зимову кампанію на Сході 1941/42» (29 серпня 1942)
- Відзначений у Вермахтберіхт (17 вересня 1944)
- Німецький хрест в золоті (8 лютого 1945)